# Исабаев, Хусейн
Хусейн Исабаев (род. 1960, Ведучи, Итум-Калинский район, Чечено-Ингушская ССР — 27 июля 2002, Ахметский муниципалитет, Грузия) — 
чеченский военный деятель, бригадный генерал ВС ЧРИ. В первую чеченскую войну — командир ОБОН, а также один из ключевых руководителей обороны с. Гойское (март-август 1996 года). Во вторую чеченскую войну — возглавлял 1-й сектор обороны Юго-Западного направления ВС ЧРИ.

## Биография
Родился в 1960 году в н.п. Ведучи Итумкалинского района Чечено-Ингушской ССР. По национальности — чеченец, выходец из тайпа Хилдехарой. Бригадный генерал ВС ЧРИ.
В 1971 году он переехал в село Гойское Урус-Мартановского района, где окончил школу. После школы окончил профессионально-техническое училище (ПТУ). Затем проходил службу в советской армии.
После завершения военной службы он вернулся домой и в 1993 году вступил в разведывательно-диверсионный батальон (РДБ) Вооруженных сил ЧРИ. В составе этого батальона принимал активное участие в подавлении пророссийской оппозиции, поддерживаемой российскими властями. В частности, в 1993 и начале 1994 года он принимал активное участие в отражении вооружённых нападений пророссийской оппозиции на столицу Чеченской Республики.
За боевые заслуги в боях с пророссийской оппозицией Исабаев был назначен командиром 3-й роты разведывательно-диверсионного батальона (РДБ) ВС ЧРИ.
В 1994 году он участвовал в первой чеченской войне, в начале 1995 года Исабаев назначен командиром роты РДБ. Он был ранен в боях с российской армией, после чего проходил лечение.
После выздоровления он стал командиром отдельного батальона особого назначения (ОБОН), который подчинялся напрямую президенту ЧРИ Джохару Дудаеву. Был ближайшим сподвижником Руслана Гелаева.
В марте и августе 1996 года он участвовал в обороне села Гойское во главе своего батальона, а также в других известных боевых операциях вооруженных формирований ЧРИ.
После окончания первой чеченской войны был награждëн орденом "Къоман сий" ("Честь нации").
С сентября 1999 года Хусейн участвовал во второй чеченской войне. Занимал должность командующего 1-м сектором Юго-Западного фронта ВС ЧРИ. После выхода из Грозного его отряд базировался в Панкисском ущелье на границе Грузии и Чеченской Республики. В это время российские военные взорвали его частный дом в селе Гойское.
27 июля 2002 года он попал в засаду российских войск в ущелье Кериго Ахметовского района Грузии на границе с Чеченской Республикой и был убит в бою. Также в этом бою погибли восемь российских пограничников и семь получили ранения. По утверждению чеченского политолога и журналиста Ислама Сайдаева, координаты Исабаева были переданы российским спецслужбам грузинскими силовиками.

## Награды
Указом Президента Чеченской Республики Ичкерия удостоен высшей государственной награды Чеченской Республики Ичкерия — орденом: «Честь нации» («Къоман сий»).

## Семья
- Брат — Усман Исабаев, участник первой и второй чеченских войн. Проживает за границей[11].